# Walter’s Ash
Walter’s Ash – osada w Anglii, w hrabstwie Buckinghamshire. Leży 16,1 km od miasta Aylesbury, 38,8 km od miasta Buckingham i 51,4 km od Londynu. W 2015 miejscowość liczyła 3753 mieszkańców.